# Karen Chhour

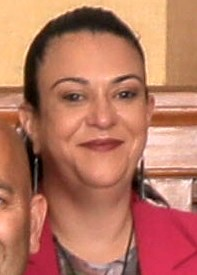
Karen Chhour (2023)

Karen Louise Chhour (* 1981 in Australien) ist eine neuseeländische Politikerin der Partei ACT New Zealand. Chhour ist Māori und zählt sich zum Iwi der Ngāpuhi.

## Leben
Chhour wurde 1981 in Australien geboren und wurde im Alter von einundeinhalb Jahren zu ihren Großeltern nach Kaeo in die Region Northland nach Neuseeland gebracht. Ihre Mutter war Neuseeländerin und ihr Vater stammte aus Australien.
Als sie im schulreifen Alter von fünf Jahren war, zog sie zu ihrer Mutter und ihrem Stiefvater im Norden von Auckland, wo sie dann auch zur Schule ging. Das Leben mit ihrer Mutter und dem Stiefvater war für sie von vielen körperlichen und seelischen Misshandlungen geprägt, so dass sie immer wieder von Zuhause weglief und auch sich das Leben nehmen wollte. Sie wurde zu ihrer Tante nach Northland geschickt und  lebte danach in verschiedenen Heimen und wurde von Sozialarbeitern betreut. Sie lebte für eine kurze Zeit in einer fürsorglichen Umgebung bei einem Māori-Ehepaar, das sie behandelte, als wäre sie ihr eigenes Kind. Ihre Schulausbildung brach sie im Alter von 16 Jahren ab und lebte alleine in Auckland
Sie traf Menglin Chhour, einen alten Schulfreund und hatte mit ihm zusammen im Alter von 18 Jahren ihr erstes Kind. Drei weitere Kinder sollten folgen und bevor das zweite Kind zur Welt kam, heirateten beide.

## Berufliche Karriere
Chhour nahm zunächst schlecht bezahlte Jobs an und arbeitete zumeist in der Nacht. Später war sie selbständig in der neuseeländischen Bekleidungsindustrie tätig. Des Weiteren war sie ehrenamtlich für das Jugendprogramm der St John-Organisation tätig, davon fünf Jahre als stellvertretende Abteilungsleiterin.

## Politische Karriere
Chhour bewarb sich über die Partei ACT New Zealand für einen Sitz im Neuseeländischen Parlament für das Jahr 2020 mit dem Ziel, das Ministerium Oranga Tamariki zu reformieren. Grundlage dafür war ihre eigene Erfahrung als Kind und später mit Kindern und die Rolle die das Ministerium für Familien und Kinder in Neuseeland spielte. ACT New Zealand gewann zehn Sitze im Parlament und Chhour zog über die Liste ihrer Partei erstmals ins Parlament ein, doch eine Regierungsbeteiligung war seinerzeit aufgrund der Mehrheitsverhältnisse noch nicht möglich.
Im Jahr 2023 verlor Labour ihre Regierungsmehrheit und mit dem guten Abschneiden der National Party, konnte Christopher Luxon mit seiner Partei über eine Drei-Parteien-Koalition eine Regierung bilden, deren Teil ACT New Zealand wurde.

### Ministerämter in der Regierung Luxon
Mit der Regierungsbildung vom 27. November 2023 übernahm Chhour folgende Ministerämter außerhalb des Kabinetts:
| Minister                                                  | vom               | bis     |
| --------------------------------------------------------- | ----------------- | ------- |
| Minister for Children                                     | 27. November 2023 | aktuell |
| Minister for the Prevention of Family and Sexual Violence | 27. November 2023 | aktuell |

Quelle: Department of the Prime Minister and Cabinet